# Olof Lindforss
Olof August Lindforss, född 4 september 1834 i Piteå socken, död 29 september 1907 i Nederkalix socken, var en svensk präst.
Lindforss föddes i Långviken, där fadern var inspektor vid Långviks glasbruk. Han blev student vid Uppsala universitet höstterminen 1852 och avlade dimissionsexamen i september 1855 samt prästvigdes i september 1857 i Stockholm av biskop Israel Bergman. Lindforss förordnades 1 november samma år till adjunkt i Överluleå församling, blev vice pastor i Överkalix församling i oktober 1860, vikarierande kapellpredikant och folkskollärare i Jörn i september 1862 samt ordinarie kapellpredikant där i februari 1865 med omedelbart tillträde. I maj 1870 utnämndes Lindforss till kyrkoherde i Degerfors församling i Västerbotten och tillträdde där 1871. Slutligen utnämndes han till kyrkoherde i Nederkalix församling i april 1884 med tillträde 1886.
Lindforss efterträdde Olof Wiklund i Nederkalix och blev den odelade församlingens sista kyrkoherde innan Töre församling bildades. I Nederkalix efterträddes han av Anton Nordmark och i Töre blev Leo Ekmark pastoratets förste kyrkoherde.
Lindfors var son till glasbruksinspektoren Israel Lindforss och Catharina Grönlund samt sonson till kyrkoherden Eskil Lindforss i Nordmalings församling och dotterson till Jonas Grönlund, vilken var utnämnd kyrkoherde i Arvidsjaurs församling. Lindforss gifte sig 1863 med Aurora Öqvist, som var dotter till kronofogden Gabriel Öqvist i Överluleå socken. Av makarnas sju barn var två söner anställda vid Nobels industrier i Baku. Den ene av dem försvann spårlöst och den andre flyttade till Helsingfors.